# Ventolà (Ripollès)
Ventolà és una localitat del municipi de Ribes de Freser, pertanyent a la comarca del Ripollès, a la província de Girona, Catalunya.

## Història

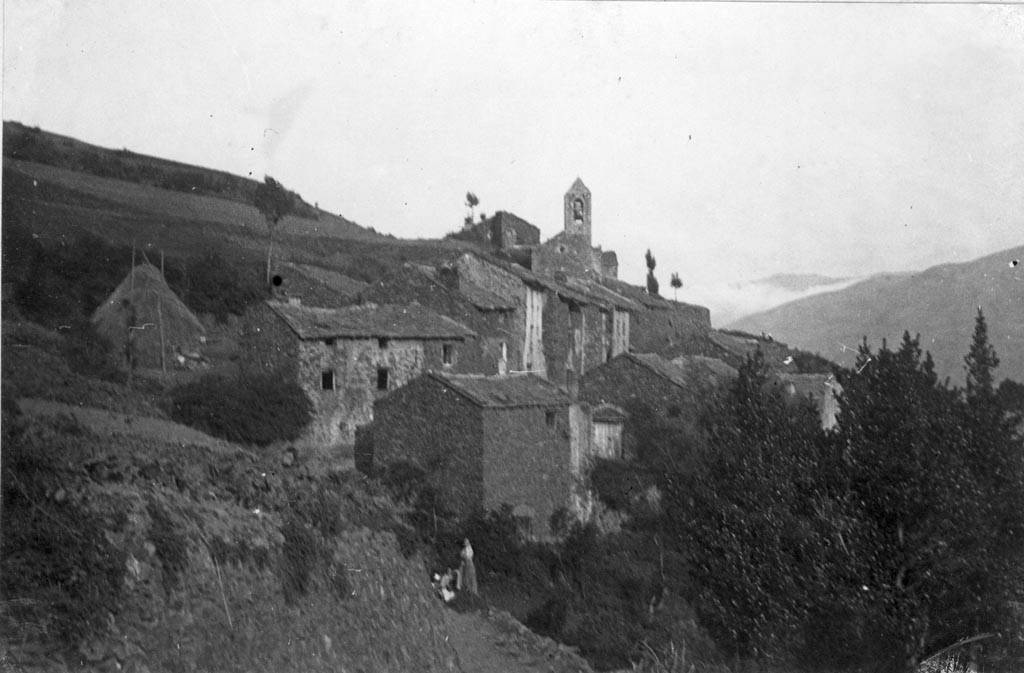
Vista de la localitat a la fi del o començaments del

Al segle xix , Ventolà, tenia una població de 100 habitants. Surt al 15è volum del Diccionari geogràfic-estadístic-històric d'Espanya i les seves possessions d'Ultramar de la següent manera:
| «                      | VENTOLÁ: l. en la prov. de Gerona, part. jud. y ayunt. de Ribas, aud. terr., c. g. de Barcelona, dióc. de Seo de Urgel. Tiene 30 casas diseminadas, comprendidas entre Fustañá, Planolas, Queralps y la cab. del part., y una igl. parr. (San Cristóbal) servida por un cura de ingreso. prod.: las comunes del part. pobl.: 21 vec., 100 alm. cap. prod.: 749,600 rs. imp.: 18,740. | » |
| — (Madoz 1849, p. 664) | |   |

Actualment, existeix una entitat singular de població i un nucli de població de Ribes de Freser anomenats "Solà-Ventolà", amb 43 habitants.